# Govern de les Illes Balears 2019-2023
El Govern de les Illes Balears de la desena legislatura (2019-2023) és un govern de pacte del Partit Socialista, Podem i MÉS per Mallorca fruit d'un acord d'aquests partits amb Més per Menorca i Gent per Formentera. És el primer govern del qual forma part Podem, ja que en l'anterior legislatura donava suport extern.

## Composició
El gabinet de l'executiu consisteix en la Presidenta Francina Armengol i onze consellers. El PSIB ocupa set conselleries, Podem i MÉS per Mallorca n'ocupen dues respectivament.
| Ordre | Departament                                                                      | Imatge | Conseller/a                     | Partit      | Partit | Cronologia                                  |
| ----- | -------------------------------------------------------------------------------- | ------ | ------------------------------- | ----------- | ------ | ------------------------------------------- |
| 1     | Presidenta                                                                       |        | Francina Armengol               | PSIB        |        | 29 de juny de 2019 — 19 de juny de 2023     |
| 2     | Vicepresidència i Transició Energètica, Sectors Productius i Memòria Democràtica |        | Juan Pedro Yllanes Suárez       | Independent |        | 2 de juliol de 2019 — 30 de juny de 2023    |
| 3     | Presidència, Funció Pública i Igualtat                                           |        | Mercedes Garrido Rodríguez      | PSIB        |        | 13 de febrer de 2021 — 10 de juliol de 2023 |
| 4     | Hisenda i Relacions Exteriors                                                    |        | Rosario Sánchez Grau            | PSIB        |        | 2 de juliol de 2019 — 10 de juliol de 2023  |
| 5     | Model Econòmic, Turisme i Treball                                                |        | Iago Negueruela Vázquez         | PSIB        |        | 2 de juliol de 2019 — 10 de juliol de 2023  |
| 6     | Afers Socials i Esports                                                          |        | Josefina Santiago Rodríguez     | MÉS         |        | 2 de juliol de 2019 — 10 de juliol de 2023  |
| 7     | Educació i Formació Professional                                                 |        | Martí Xavier March i Cerdà      | Independent |        | 2 de juliol de 2019 — 10 de juliol de 2023  |
| 8     | Salut i Consum                                                                   |        | Patrícia Gómez Picard           | PSIB        |        | 2 de juliol de 2019 — 10 de juliol de 2023  |
| 9     | Fons Europeus, Universitat i Cultura                                             |        | Miquel Company Pons             | PSIB        |        | 13 de febrer de 2021 — 10 de juliol de 2023 |
| 10    | Medi Ambient i Territori                                                         |        | Miquel Mir Gual                 | MÉS         |        | 2 de juliol de 2019 — 10 de juliol de 2023  |
| 11    | Agricultura, Pesca i Alimentació                                                 |        | Mae de la Concha García-Mauriño | Podem       |        | 2 de juliol de 2019 — 10 de juliol de 2023  |
| 12    | Mobilitat i Habitatge                                                            |        | Josep Marí Ribas                | PSIB        |        | 13 de febrer de 2021 — 23 de juny de 2023   |

### Canvis
| Departament                               | Conseller/a             | Partit | Partit | Cronologia                                 | Ref.  |
| ----------------------------------------- | ----------------------- | ------ | ------ | ------------------------------------------ | ----- |
| Presidència, Funció Pública i Igualtat    | Pilar Costa Serra       |        | PSIB   | 2 de juliol de 2019 — 13 de febrer de 2021 | [ 1 ] |
| Mobilitat i Habitatge                     | Marc Pons Pons          |        | PSIB   | 2 de juliol de 2019 — 13 de febrer de 2021 | [ 1 ] |
| Administracions Públiques i Modernització | Isabel Castro Fernández |        | PSIB   | 2 de juliol de 2019 — 13 de febrer de 2021 | [ 1 ] |

## Estructura orgànica
Per aquesta legislatura s'establí la següent estructura orgànica d'alts càrrecs:
Conselleria de Transició Energètica i Sectors Productius (al febrer de 2021 reformulada com a Conselleria de Transició Energètica, Sectors Productius i Memòria Democràtica)
- Secretaria General: Paula Cristina de Juan Salvà
- Direcció General d'Energia i Canvi Climàtic: Aitor Urresti González[5] / Jose Guillermo Malagrava Rigo (Des de 08 març 2021)[6]
- Direcció General d'Innovació: Núria Riera Riera[7] / Eduardo Eugenio Zuñiga Solari / Aitor Morrás Alzugaray (des de 3 de gener de 2023)
- Direcció General de Política Industrial: Antonio Morro Gomila*
- Direcció General de Comerç: Miguel José Piñol Alda*

(*) Passen a dependre de la Secretaria Autonòmica de Sectors Productius i Memòria Democràtica
- Institut Balear de l'Energia: Ferran Rosa Gaspar
- Institut d'Innovació Empresarial de les Illes Balears (IDI): Mariona Luis Tomás

Conselleria de Presidència, Cultura i Igualtat (al febrer de 2021 reformulada com a Conselleria de Presidència, Funció Pública i Igualtat)
- Delegació de la Presidència per a la Cultura: Catalina Solivellas Rotger
  - Al febrer de 2021 passa a ser Direcció General de Cultura i a dependre de la nova Conselleria de Fons Europeus, Universitat i Cultura
- Secretaria General: María Asunción Sáez Amer
  - Secretaria General (Conselleria de Presidència, Funció Pública i Igualtat): Benito Prósper Gutiérrez
- Direcció General de Drets i Diversitat: Pau Morlà Florit (des de 1 de febrer de 2020)[8]
- Direcció General de Coordinació: Yolanda Garví Blázquez
- Direcció General de Relacions Institucionals i amb el Parlament: Miquel Àngel Coll Canyelles
  - Al febrer 2021 aquestes tres darreres se fusionen convertint-se a Direcció General de Coordinació, Relacions amb el Parlament, Drets i Diversitat: Isabel Castro Fernández (fins 25 juny 2022) / Miquel Àngel Coll Canyelles (des de 4 juliol 2022)
  - També al febrer 2021 és fusiona Relacions Institucionals amb la de Cooperació Local que estava a Hisenda convertint-se amb Direcció General de Relacions Institucionals i Cooperació Local: Francesc Miralles Mascaró
- Direcció General de Comunicació: Álvaro Gil Amigo

- Comissionat autonòmic del Govern de les Illes Balears a Madrid: Francesc Antich Oliver // Càrrec eliminat

- Direcció de l'Advocacia de la Comunitat Autònoma de les Illes Balears: Lourdes Aguiló Bennàssar
- Institut Balear de la Dona: Maria Duran Febrer
- Institut d'Indústries Culturals de les Illes Balears (ICIB): Cristina Victòria Llambías Cortés (des de 20 de desembre de 2019)[9]
- Institut d'Estudis Baleàrics (IEB): Mateu Alexandre Malondra Flaquer
- Fundació Orquesta Simfònica de les Illes Balears: Pere Malondra Sánchez
- Fundació Robert Graves: 
  - Aquests 4 darrers càrrecs, al febrer de 2021 passen a dependre de la Conselleria de Fons Europeus, Universitat i Cultura

Conselleria d'Hisenda i Relacions Exteriors
- Secretaria General: Maria Begoña Morey Aguirre
- Direcció General de Pressuposts: Joan Ignasi Morey Marquès
- Direcció General de Finançament: Joan Carrió i Vidal / Francisco Jorge Oliver Rullán (des de 27 de gener de 2020)[10]
- Direcció General del Tresor i Política Financera: José Luis Gil Martín / Catalina Ana Galmés Trueba
  - Al febrer 2021 s'hi afegeix Patrimoni i queda com a Direcció General del Tresor, Política Financera i Patrimoni.
- Direcció General de Relacions Exteriors: Antoni Vicens Vicens
- Direcció General de Fons Europeus: Félix Pablo Pindado
  - Al febrer 2021 passa a la Conselleria de Fons Europeus, Universitat i Cultura
- Direcció General de Cooperació Local i Patrimoni: Francesc Miralles Mascaró
  - Al febrer 2021, Cooperació Local passa a la Conselleria de Presidència, Funció Pública i Igualtat.

- Intervenció General de la Comunitat Autònoma de les Illes Balears: Joan Martí Cerdà
- Junta Superior d'Hisenda de les Illes Balears: Maria Begoña Morey Aguirre
- Agència Tributària Illes Balears (ATIB): Pendent nomenament
- Centre Balears Europa (CBE): Antoni Vicens Vicens / Mercè Pomar Busqueta (des del 13 abril 2021)[11]

Conselleria de Model Econòmic, Turisme i Treball
- Secretaria General: Jaume Colom Adrover / Rubén Castro Ortega (des de 1 desembre 2022)
- Direcció General de Model Econòmic i Ocupació: Llorenç Pou Garcias
- Direcció General de Turisme: Rosa Ana Morillo Rodríguez / Isabel Vidal Tomás (des de 12 desembre 2022)
- Direcció General de Treball i Salut Laboral: Virgina Abraham Orte
- Direcció General de Promoció Econòmica, Emprenedoria i Economia Social i Circular: Vanessa Rosselló Garí / Manuel Porras Romero (Des de 7 agost 2020)[12]

- Agència d'Estratègia Turística de les Illes Balears (AETIB): Manuel Porras Romero / Antònia Gabriela Alomar Mascaró (Des de 7 agost 2020)[13] / Francesc Mateu Aguiló (Des del 16 de març de 2021)[14]
- Servei d'Ocupació de les Illes Balears (SOIB): Ana Aguaded Landero / Pilar Ortiz Vilar (des de 8 de juny de 2020)[15]
- Institut d'Estadística de les Illes Balears (IBESTAT): Llorenç Pou Garcias
- Institut Balear de Seguretat i Salut Laboral (IBASSAL): Rubén Castro Ortega
- Consorci Borsa d'Allotjaments Turístics (CBAT): Iago Negueruela Vázquez
- Consorci d'Infraestructures de les Illes Balears: Iago Negueruela Vázquez
- Consorci Urbanístic per a la Millora i l'Embelliment de la Platja de Palma: (en extinció)
- Fundació Tribunal d'Arbitratge i Mediació de les Illes Balears (TAMIB): Pendent de nomenament
- Consell Economic i Social de les Illes Balears (CES): Carles Manera Erbina / Rafel Ballester Salvà (des de 29 de març de 2021)[16]
- Consorci Escola d'Hoteleria de les Illes Balears (CEH): Maria Tugores Ques

Conselleria d'Afers Socials i Esports
- Secretaria General: Xavier Lluís Bacigalupe Blanco
- Direcció General de Planificació, Equipaments i Formació: Juan Manuel Rosa González
- Direcció General de Infància, Joventut i Famílies: Marta Carrió Palou
- Direcció General d'Esports: Carles Gonyalons Sureda
- Direcció General de Serveis Socials: Teresa Bàrbara Vallespir Acosta
- Direcció General d'Atenció a la Dependència: Gregorio Molina Paniagua
- Direcció General de Cooperació: Laura Celia Gelabert

- Oficina Balear de la Infància i l'Adolescència (OBIA): Serafín Carballo García (fins al 28 de juny de 2021)[17] / Josep Lluís Riera Moll (des de 12 octubre 2021)
- Institut Balear de la Joventut (IBJOVE): Sebastià Lliteras Lliteras
- Consorci de Recursos Sociosanitaris i Assistencials de les Illes Balears: Juan Manuel Martínez Álvarez
- Consorci Velòdrom Illes Balears: Jaume Ordines Joan (Consorci extingit el 21 de desembre de 2020 i s'integra en la Fundació per a l'Esport Balear)[18]
- Fundació d'Atenció i Suport a la Dependència i de Promoció de l'Autonomia Personal de les Illes Balears: Alexandra Pavlovic Djurdjev
- Fundació Institut Socioeducatiu S'Estel: Josefina Tur Marí
- Fundació per a l'Esport Balear: Toni Muñoz Socias
- Consell de la Joventut: Pau Emili Muñoz Canyelles (President, des de 2 desembre 2022)

Conselleria d'Educació, Universitat i Recerca
(al febrer de 2021 reformulada com a Conselleria d'Educació i Formació Professional)
- Secretaria General: Tomeu Barceló Rosselló
- Direcció General de Planificació, Ordenació i Centres: Antonio Morante Milla
- Direcció General de Personal Docent: Rafaela Sánchez Benítez
- Direcció General de Formació Professional i Ensenyaments Artístics Superiors: Antonio Baos Relucio
- Direcció General de Primera Infància, Innovació i Comunitat Educativa: Amanda Fernández Rubí

- Secretaria Autonòmica d'Universitat i Recerca: Agustina Ascensión Vilaret González (al febrer 2021 la secretaria i les dues direccions generals passen a la Conselleria de Fons Europeus, Universitat i Cultura)
  - Direcció General de Política Universitària i Recerca: José Luís Pons Hinojosa
  - Direcció General de Política Lingüística: Beatriu Defior Barcons

- Delegació Territorial d'Educació d'Eivissa i Formentera: Margalida Ferrer Marí
- Delegació Territorial d'Educació de Menorca: Joan Marquès Coll
- Departament d'Inspecció Educativa: Antoni Arbós Grimalt / Camila Tudurí Vila (des de 9 abril 2021)[19]
- Institut per a la Convivència i l'Èxit Escolar: Marta Escoda Trobat / Jaime Font Mach (des de 14 de gener de 2020)[20]
- Institut per a l'Educació de la Primera Infància (IEPI): Maria Magdalena Collinge March
- Institut d'Avaluació i Qualitat del Sistema Educatiu (IAQSE): Antoni Bauzà Sampol
- Institut de les Qualificacions Professionals de les Illes Balears (IQPIB): Glòria Escudero Tomás
- Institut Balear d'Infraestructures i Serveis Educatius (IBISEC): Miquel Coll Cañellas
- Fundació per als Estudis Superiors de Música i Arts Escèniques de les Illes Balears (FESMAE-IB): Antonio Triay Cardell

Conselleria de Salut i Consum
- Secretaria General: Guadalupe Pulido Román
- Direcció General de Prestacions i Farmàcia: Atanasio García Pineda
- Direcció General de Salut Pública i Participació: Maria Antònia Font Oliver
- Direcció General de Recerca en Salut, Formació i Acreditació: Asunción Sanchez Ochoa
- Direcció General de Consum: Félix Alonso Cantorné

- Servei de Salut de les Illes Balears (IB-SALUT): Juli Fuster Culebras
- Secretari general del Servei de Salut: Manuel Palomino Chacón
- Defensor dels usuaris del Sistema Sanitari Públic de les Illes Balears: Miguel Gascón Mir / Micaela Llull Sarralde (des de 21 de setembre de 2020)[21]
- Fundació Banc de Sang i Teixits de les Illes Balears: Ismael Gutiérrez Fernández
- Fundació Institut d'Investigació Sanitària Illes Balears (IDISBA): José Lladó Iglesias (fins 24 d'abril de 2021)[22] / Sergi Camacho Clavijo (des de 30 de maig 2022)

Conselleria de Mobilitat i Habitatge
- Secretaria General: Francesc Ramis Oliver
- Direcció General de Transport Marítim i Aeri: Francisco Javier Ramis Otazua
- Direcció General d'Habitatge: Eduardo Arturo Robsy Petrus
  - Reanomenat Direcció General d'Habitatge i Arquitectura: Cristina Ballester Parets (des de 10 de maig de 2022)
- Direcció General de Mobilitat i Transport Terrestre: Jaume Mateu Lladó
- Direcció General d'Arquitectura i Rehabilitació: Bernat Roig Galmés / fusionada amb Habitatge

- Ports de les Illes Balears: Pedro Puigdengoles Briones / Cristina Barahona Bellido (des de 13 de juliol de 2020)[23]
- Institut Balear de l'Habitatge (IBAVI): Cristina Ballester Parets (fins 9 maig 2022) / Maria Olvido Terrassa Roca (des de 20 maig 2022)
- Serveis Ferroviaris de Mallorca (SFM): Mateu Capellà Ribot
- Consorci de Transports de Mallorca (CTM): Maarten Johannes Van Bemmelen

Conselleria de Medi Ambient i Territori
- Secretaria General: Catalina Inés Perelló Carbonell
- Direcció General d'Espais Naturals i Biodiversitat: Llorenç Mas Parera
- Direcció General de Residus i Educació Ambiental: Sebastià Sansó Jaume
- Direcció General de Recursos Hídrics: Joana Maria Garau Muntaner
- Direcció General de Territori i Paisatge: Maria Magdalena Pons Esteva

- President de la Comissió de Medi Ambient de les Illes Balears: Antoni Alorda Vilarrubias
- Agència Balear de l'Aigua i la Qualitat Ambiental (ABAQUA): Guillem Rosselló Alcina
- Institut Balear de la Natura (IBANAT): Joan Ramon Villalonga
- Servei d'Informació Territorial de les Illes Balears (SITIBSA): Pere Fuster Nadal / Francisca Mir Socías (des del 9 de juliol de 2020)[24]
- Consorci d'Aigües de les Illes Balears: Pendent nomenament
- Consorci per la Recuperació de la Fauna de les Illes Balears (COFIB): Lluís Parpal Ramis
- Consorci per al Desenvolupament d'Actuacions de Millora i Construcció d'Infraestructures al Territori de l'Entitat Local Menor de Palmanyola: Catalina Inés Perelló Carbonell, secretària general de la Conselleria de Medi Ambient i Territori, i Maria Magdalena Pons Esteva, directora general de Territori i Paisatge.

Conselleria d'Agricultura, Pesca i Alimentació
- Secretaria General: Jorge Sánchez Fernández
- Direcció General d'Agricultura, Ramaderia i Desenvolupament Rural: Gabriel Torrens Llabrés / Fernando Fernández Such (des de 6 abril 2021)[25]
- Direcció General de Pesca i Medi Marí: Juan Mercant Terrasa
- Direcció General de Polítiques per a la Sobirania Alimentària: Paula Valero Sáez / Aram Ortega Adzerías (des de 1 gener 2022)

- Fons de Garantia Agrària i Pesquera de les Illes Balears (FOGAIBA): Mateu Morro Marcé
- Serveis Millora Agrària i Pesquera (SEMILLA): Georgina Brunet Ródenas

Conselleria d'Administracions Públiques i Modernització (conselleria eliminada al febrer de 2021)
- Secretaria General: Benito Prósper Gutiérrez (al febrer 2021 passa a ser Secretari General de la Conselleria de Presidència, Funció Pública i Igualtat).
- Direcció General de Funció Pública i Administracions Públiques: Irene Truyols Cantallops
  - Al febrer de 2021 passa a la Conselleria de Presidència, Funció Pública i Igualtat i dir-se Direcció General de Funció Pública: Carmen Palomino Sánchez
- Direcció General de Modernització i Administració Digital: Ramón Roca Mérida
  - Al febrer de 2021 passa a la Conselleria de Fons Europeus, Universitat i Cultura
- Direcció General d'Emergències i Interior: Jaume Barceló Huguet
  - Al febrer de 2021 passa a la Conselleria de Presidència, Funció Pública i Igualtat.

- Secretaria Autonòmica de Memòria Democràtica i Bon Govern: Jesús Juan Jurado Seguí (al febrer de 2021 passa a la Conselleria de Transició Energètica, Sectors Productius i Memòria Democràtica com a Secretaria Autonòmica de Sectors Productius i Memòria Democràtica)
  - Direcció General de Memòria Democràtica: Marc Andreu Herrera Oliver
  - Direcció General de Transparència i Bon Govern: Marina Crespí Gómez
  - Direcció General de Participació i Voluntariat: Maria Amengual Herranz
    - Al passar a la Vicepresidència, se fusionen les dues darreres com a Direcció General de Participació, Transparència i Voluntariat: Marina Crespí Gómez

- Escola Balear d'Administració Pública (EBAP): Jaime Tovar Jover (fins 31 de desembre de 2019) / Mercedes Riera López (des de 13 de gener de 2020 fins 21 desembre 2020) / Maria del Carmen Iglesias Manjón (des de 31 d'agost de 2021)
  - Al febrer 2021 passa a la Conselleria de Presidència, Funció Pública i Igualtat.
- Ens Públic de Radiotelevisió de les Illes Balears (EPRTVIB): Andreu Manresa Montserrat
  - Al febrer 2021 passa a la Conselleria de Presidència, Funció Pública i Igualtat.
- Entitat Pública Empresarial de Telecomunicacions i Innovació de les Illes Balears (IBETEC): Bartomeu Tugores Bautista
- Fundació Balear d'Innovació i Tecnologia (FBIT): Álvaro Medina Ballester
  - Aquests dos darrers càrrecs, al febrer 2021 passen a la Conselleria de Fons Europeus, Universitat i Cultura
- Gestió d'Emergències de les Illes Balears (GEIBSAU): Ana María de Lluch Sureda Amorós
  - Al febrer 2021 passa a la Conselleria de Presidència, Funció Pública i Igualtat.

Conselleria de Fons Europeus, Universitat i Cultura (conselleria creada al febrer de 2021)
- Secretaria General: Maria Gracia González López
- Direcció General de Fons Europeus: Félix Pablo Pindado
- Direcció General de Cultura: Catalina Solivellas Rotger
- Direcció General de Modernització i Administració Digital: Ramón Roca Mérida
- Secretaria autonòmica d'Universitat, Recerca i Política Lingüística: Agustina Vilaret González (fins al febrer 2022)[26] / Miquel Àngel Sureda Massanet[27]
  - Direcció General de Política Universitària i Recerca: José Luís Pons Hinojosa
  - Direcció General de Política Lingüística: Beatriu Defior Barcons
- Direcció de l'Oficina de Planificació i Coordinació d'Inversions Estratègiques: Joan Carrió Vidal
- Institut d'Indústries Culturals de les Illes Balears (ICIB): Cristina Victòria Llambías Cortés
- Institut d'Estudis Baleàrics (IEB): Mateu Alexandre Malondra Flaquer
- Fundació Orquesta Simfònica de les Illes Balears: Pere Malondra Sánchez
- Fundació Robert Graves: Miquel Company Pons (com a conseller amb competències en cultura)
- Entitat Pública Empresarial de Telecomunicacions i Innovació de les Illes Balears (IBETEC): Bartomeu Tugores Bautista
- Fundació Balear d'Innovació i Tecnologia (FBIT): Alvaro Medina Ballester